# موتور خدامراد عبداللهی
موتور خدامراد عبداللهی یک منطقهٔ مسکونی در ایران است که در دهستان دلگان واقع شده‌است.